# ПД (трамвайный вагон)
ПД (прицепной двадцатиместный) — прицепной вагон, выпускавшийся Путиловским заводом для санкт-петербургского трамвая. Серия ПД была присвоена при введении буквенных обозначений типов трамвайных вагонов в 1930-х гг.; ранее эти вагоны могли обозначаться как “прицепные Путиловского завода, на одноосных тележках”, “прицепные первой очереди, малые” и др.
В 1908 г. Путиловским заводом для первой очереди петербургского трамвая была выпущена партия из 50 двусторонних прицепных вагонов (№/№601–650). Конструкция их кузова была сходна с вагонами МП, однако отличалась меньшей длиной. Несущим элементом являлась рама из швеллеров, каркас кузова был деревянным. Сиденья располагались продольно. Номинальная вместимость вагона первоначально была установлена в 42 человека – 20 сидячих мест, 6 стоячих мест внутри кузова и по 8 – на площадках; в дальнейшем она была увеличена до 64 чел. Кузов имел с каждой стороны по два широких окна с глухим остеклением и два открывающихся узких окна. На крыше находилась фонарная надстройка с открывающимися форточками.
Ходовая часть представляла собой одноосные поворотные сочленённые тележки по образцу вагонов рижского завода “Феникс”, имевшие центральный шкворень и четыре боковые опоры для кузова (скользуны). Возврат тележек в среднее положение после прохода кривых участков пути осуществлялся пружинным механизмом. Рессорное подвешивание было одноступенчатым, состоящим из цилиндрических пружин.
Как и все вагоны первой очереди, вагон ПД имел автоматический непрямодействующий тормоз Вестингауза с цилиндром диаметром 203 мм и с односторонним нажатием колодок.
Электрооборудование включало в себя только цепь освещения, получавшую питание от моторного вагона. Имелось 12 ламп: 6 в трёх двухламповых плафонах в кузове, по одной на площадках и 4 – в сигнальных фонарях (из четырёх фонарей включались только два задних по ходу движения). Лампы были объединены в две параллельные группы по 5 последовательно в каждой.
В 1920-х гг. вагоны были переоборудованы в бестележечные (на свободных осях), с двухступенчатым рессорным подвешиванием.
- Чертежи из "Отчёта по сооружению С.-Петербургского городского электрического трамвая", 1909 г.
- Чертежи из альбома габаритных чертежей подвижного состава ТТУЛ, 1941 г.